# Nicolas Humbert
Nicolas Humbert (* 1958 in München) ist ein deutscher Filmregisseur, Drehbuchautor und Kameramann.

## Karriere
Humbert wurde 1958 in München geboren und widmete sich von 1980 bis 1982 der Malerei. Danach studierte er bis 1987 an der Hochschule für Fernsehen und Film München. Bereits während des Studiums hatte er die Kooperative „Der Andere Blick“ gegründet und zwei Langfilme gedreht. Nach seinem Studium gründete er mit Werner Penzel das Produktionsunternehmen Cine Nomad. Mit ihm drehte er auch den Experimental-Dokumentarfilm Step Across the Border über den Musiker Fred Frith, mit dem ihm 1990 der Durchbruch gelang. Sie waren für den Deutschen und den Europäischen Filmpreis nominiert. Mit Penzel zusammen drehte er noch die Filme Middle of the Moment (1995) und Three Windows (1999). Für ersteren erhielt er den Hessischen Filmpreis und den Publikumspreis des Marseiller Filmfestivals. Im Jahr 1997 produzierte er mit dem Bayerischen Rundfunk ein Hörspiel zu seinem Film Wolfsgrub. Sein Film Wild Plants wurde 2016 im Hauptwettbewerb des DOK.fest gezeigt. Aus Step Across the Border produzierte er 2019 zusammen mit dem BR ein Hörspiel und der Film wird 2025 in der Sektion Retrospektive des DOK.fest gezeigt werden. Humberts Filme sind Teil des Filmarchivs des Filmmuseum München.
Humbert war mit der Filmemacherin Simone Fürbringer († 2023) verheiratet und hat drei Kinder.

## Filmografie (Auswahl)
- 1985: Nebel jagen (Regie, Buch)
- 1986: Wolfsgrub (Regie, Buch, Kamera)
- 1988: Sommer (Buch)
- 1989: Lani und die Seinen (Regie)
- 1990: Step Across the Border (Regie, Buch)
- 1995: Middle of the Moment (Regie, Buch)
- 1999: Vagabonding Images (Regie, Buch)
- 1999: Why Should I Buy a Bed When All That I Want Is Sleep? (Regie, Buch, Kamera)
- 1999: Three Windows (Regie)
- 2005: Brother Yusef (Regie, Buch)
- 2007: Lucie et maintnenant – Journal nomade (Regie, Buch, Kamera)
- 2012: Wanted Hanns Eisler (Regie, Buch, Kamera)
- 2016: Wild Plants (Regie, Buch)
- 2023: Floating Islands (Regie, Produktion, Buch, Kamera)

## Hörspiele (Auswahl)
- 1997: Max Mohr, Nicolas Humbert: Shanghai - Wolfsgrub via Sibiria – Realisation: Nicolas Humbert (Original-Hörspiel, Monolog – BR)
- 2019: Nicolas Humbert, Marc Parisotto, Tommy Zwedberg, Ward Weis: Art’s Birthday 2019 (1. Teil) (Ars acustica – Euroradio)
- 2019: Nicolas Humbert, Marc Parisotto: Cut up the boarder. Gekürzte Studiofassung – Realisation: Marc Parisotto, Nicolas Humbert (Ars acustica – BR/DLR)
- 2023: Nicolas Humbert, Marc Parisotto: Cut up the boarder. Vorlage: Step Across the Border – Realisation: Nicolas Humbert, Marc Parisotto (Ars acustica – BR)

Quelle: ARD-Hörspieldatenbank (Stand 1. April 2025)

## Auszeichnungen
- 1986: Publikumspreis des Filmfests München für Wolfsgrub[12]
- 1990: Sonderpreis Europäischer Filmpreis für Step Across the Border
- 1991: Deutscher-Filmpreis-Nominierung in der Kategorie Bester Spielfilm für Step Across the Border
- 1995: Hessischer Filmpreis in der Kategorie Bester Dokumentarfilm für Middle of the Moment
- 1995: Publikumspreis des FID Marseille für Middle of the Moment
- 2016: Hauptpreisnominierung des DOK.fest München für Wild Plants